# 四谷 (さいたま市)
四谷（よつや）は、埼玉県さいたま市南区の町丁。現行行政地名は四谷一丁目から四谷三丁目。住居表示実施地区。郵便番号は336-0032。

## 地理
さいたま市南区の西部に位置する。地区の東側を沼影、南側を曲本、西側から北側にかけてを田島や鹿手袋と隣接する。全域が市街化区域である。JR武蔵浦和駅や首都高速埼玉大宮線からも近く、もっぱら住宅地となっている。

### 地価
住宅地の地価は、2022年（令和4年）1月1日の公示地価によれば四谷一丁目10-15の地点で22万5000円/m2となっている。

## 歴史
かつては四谷村を形成していたが田島村の一部となった。武蔵国郡村誌によると田島村の小字のひとつに四ツ谷があった。その後土合村、浦和町、1934年の市制施行により浦和市となった。
- 1978年（昭和53年）7月1日 - 住居表示実施により大字田島、西浦和三丁目〜五丁目の各一部から四谷一丁目〜三丁目が成立[8]（田島・西浦和三〜五丁目から一丁目、田島から二・三丁目が成立）。
- 2001年（平成13年）5月1日 - 浦和市が与野市、大宮市と合併しさいたま市となり、さいたま市の町名となる。
- 2003年（平成15年）4月1日 - さいたま市が政令指定都市に移行し、さいたま市南区の町名となる。

## 世帯数と人口
2017年（平成29年）9月1日現在の世帯数と人口は以下の通りである。
| 丁目       | 世帯数    | 人口    |
| ---------- | --------- | ------- |
| 四谷一丁目 | 747世帯   | 1,562人 |
| 四谷二丁目 | 598世帯   | 1,302人 |
| 四谷三丁目 | 679世帯   | 1,412人 |
| 計         | 2,024世帯 | 4,276人 |

## 小・中学校の学区
市立小・中学校に通う場合、学区（校区）は以下の通りとなる。
| 丁目       | 番地 | 小学校                   | 中学校                 |
| ---------- | ---- | ------------------------ | ---------------------- |
| 四谷一丁目 | 全域 | さいたま市立西浦和小学校 | さいたま市立田島中学校 |
| 四谷二丁目 | 全域 | さいたま市立西浦和小学校 | さいたま市立田島中学校 |
| 四谷三丁目 | 全域 | さいたま市立西浦和小学校 | さいたま市立田島中学校 |

## 交通
地域内に鉄道は敷設されていない。最寄り駅は武蔵浦和駅である。
- 路線バス
  - 南浦08南浦和駅西口 - 六辻 - 武蔵浦和駅 - 四谷 - 田島団地（国際興業バス）

地域内には四谷、田島通りのバス停がある。ここから武蔵浦和や南浦和両駅へ移動する。

### 道路
- 埼玉県道79号朝霞蕨線
- 田島通[10]

## 施設
- 四ツ谷観音堂[10]
- 四谷公園
- 四谷三丁目公園